# Savzdargia
Savzdargia is een geslacht van vliesvleugeligen uit de familie Encyrtidae. De wetenschappelijke naam van dit geslacht is voor het eerst geldig gepubliceerd in 1979 door Trjapitzin.

## Soorten
Het geslacht Savzdargia is monotypisch en omvat slechts de volgende soort:
- Savzdargia hofferi (Pilipyuk, 1974)